# 東秋留駅
東秋留駅（ひがしあきるえき）は、東京都あきる野市野辺にある、東日本旅客鉄道（JR東日本）五日市線の駅である。駅番号はJC 82。八王子支社管轄の駅。
あきる野市の東部、旧秋川市の東部に位置する。

## 歴史
- 1925年（大正14年）4月21日：五日市鉄道 拝島 - 武蔵五日市間開通と同時に開業[2]。旅客および貨物の取扱を開始[3]。
- 1940年（昭和15年）10月3日：南武鉄道への合併により同社の駅となる[2]。
- 1944年（昭和19年）4月1日：南武鉄道が戦時買収され、運輸通信省五日市線の駅となる[2]。
- 1956年（昭和31年）11月1日：貨物の取扱を廃止[3]。
- 1971年（昭和46年）2月1日：荷物扱い廃止[3]。業務委託駅となる[4]。
- 1987年（昭和62年）4月1日：国鉄分割民営化に伴い、東日本旅客鉄道（JR東日本）の駅となる[2]。
- 1997年（平成9年）2月20日：自動改札機を設置し、供用開始[5]。
- 2001年（平成13年）11月18日：ICカード「Suica」の利用が可能となる[広報 1]。
- 2006年（平成18年）3月27日：みどりの窓口の営業を終了。「もしもし券売機Kaeruくん」が稼働開始[6]。
- 2012年（平成24年）2月7日：「もしもし券売機Kaeruくん」の営業を終了。

## 駅構造
島式ホーム1面2線を有する地上駅。武蔵五日市駅寄りのホームの端に小さな駅舎があり、そこから都道（東京都道168号東秋留停車場線）に出ることができる。都道に出ると右も左も踏切である。この踏切と駅に挟まれた空き地にかつては駅舎があり、駅舎を都道が突き抜けているということで有名であった。
JR東日本ステーションサービスが業務を受託する業務委託駅で、拝島駅が当駅の管理を行っている。駅舎の中には自動券売機、自動改札機などがある。2006年にみどりの窓口が廃止され、その代替として「もしもし券売機Kaeruくん」が設置されたが、2012年2月7日をもって営業終了し撤去された。
キヨスクは2007年の春に撤退したが、その後は自動販売機が設けられた。（飲料の他、ホームに新聞販売機がある）2011年3月10日に、エレベーターが設置。高低差にして約110 cm（階段5 - 6段分）だが、駅舎と踏切との間隔が狭くスロープを設けることができないため、エレベーターの設置となった。

### のりば
| 番線 | 路線     | 方向 | 行先           |
| ---- | -------- | ---- | -------------- |
| 1    | 五日市線 | 上り | 拝島・立川方面 |
| 2    | 五日市線 | 下り | 武蔵五日市方面 |

（出典：JR東日本:駅構内図）

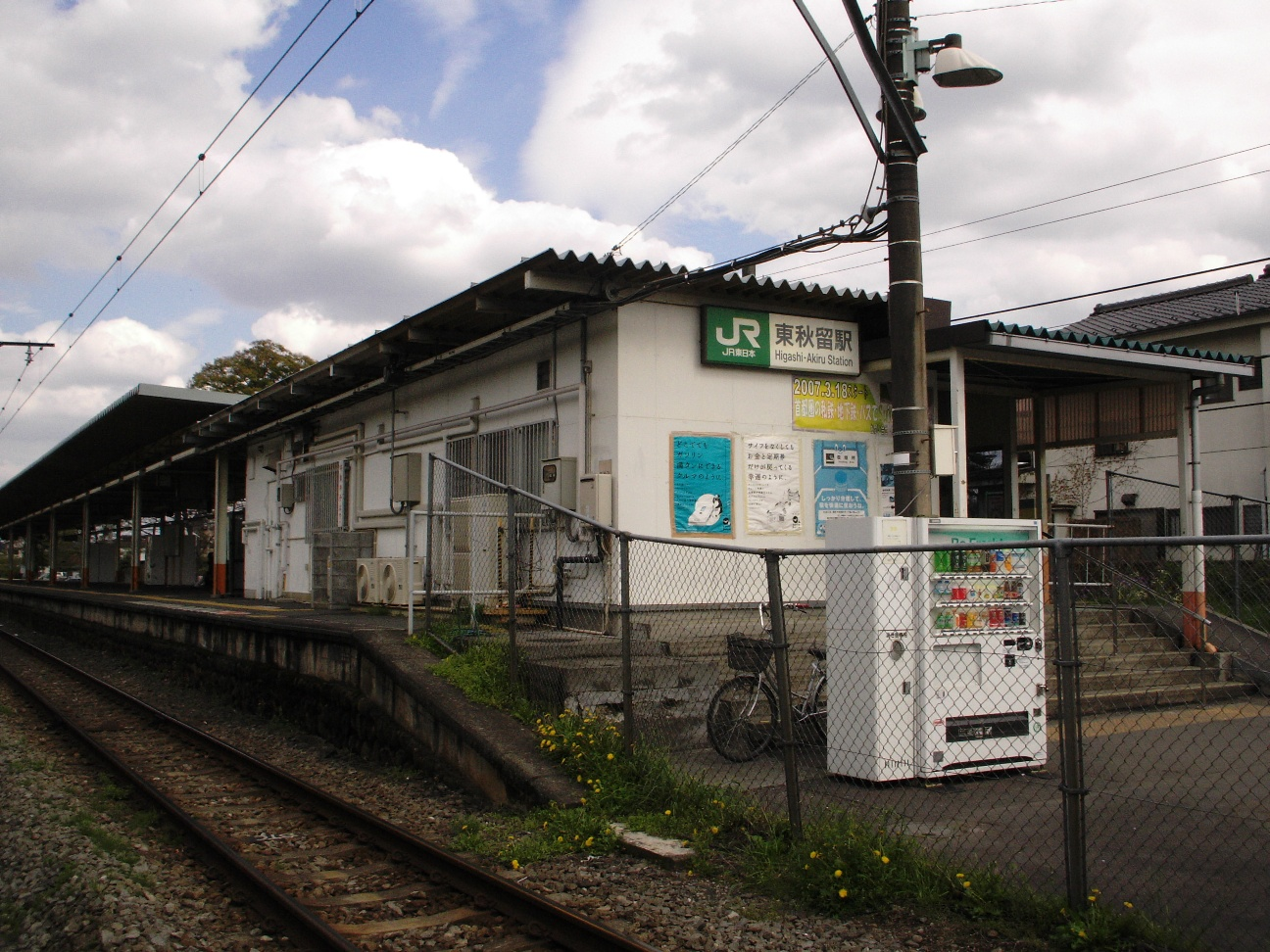
駅舎（エレベーター設置前、2007年4月）
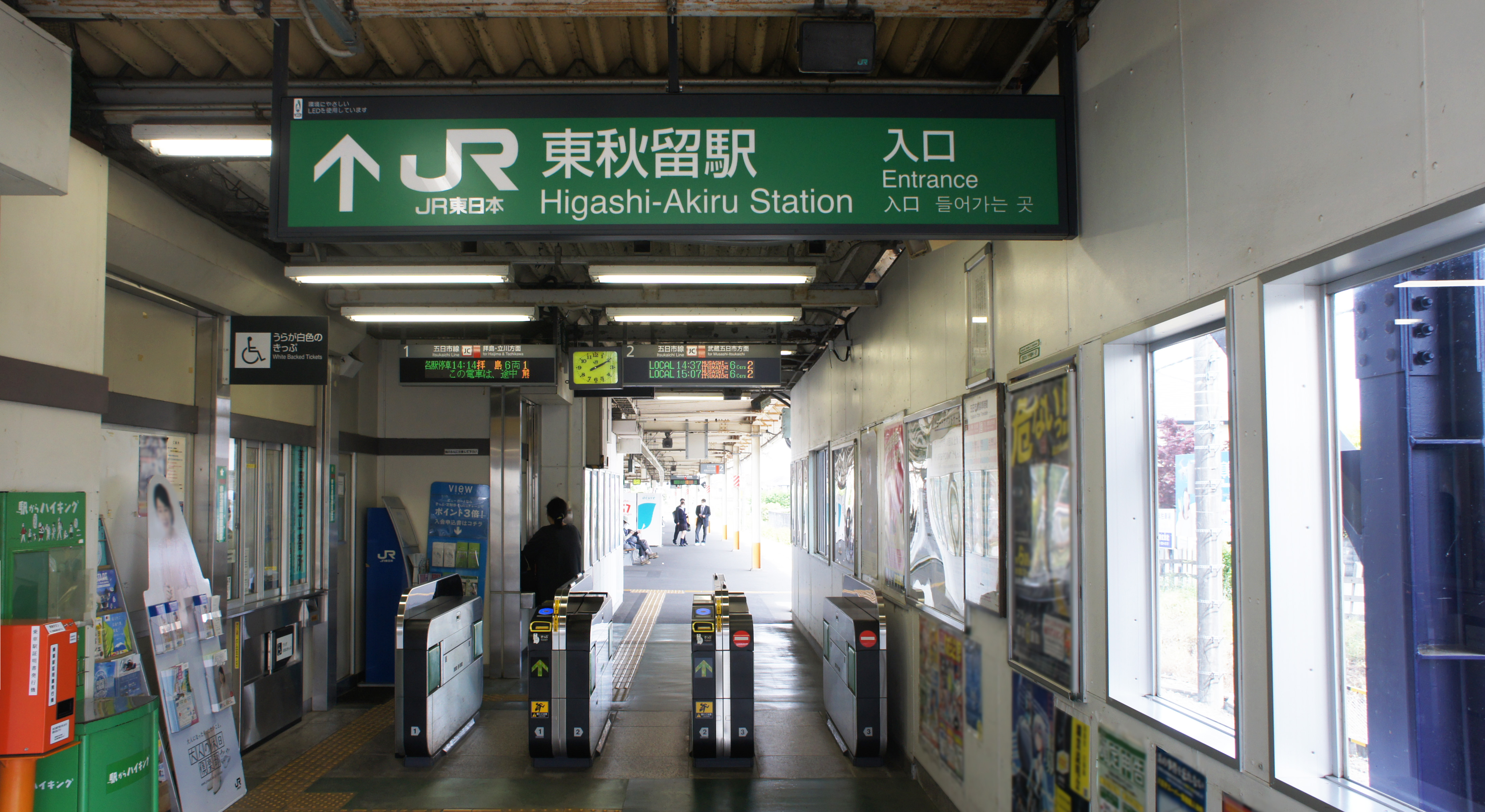
改札口（2021年4月）
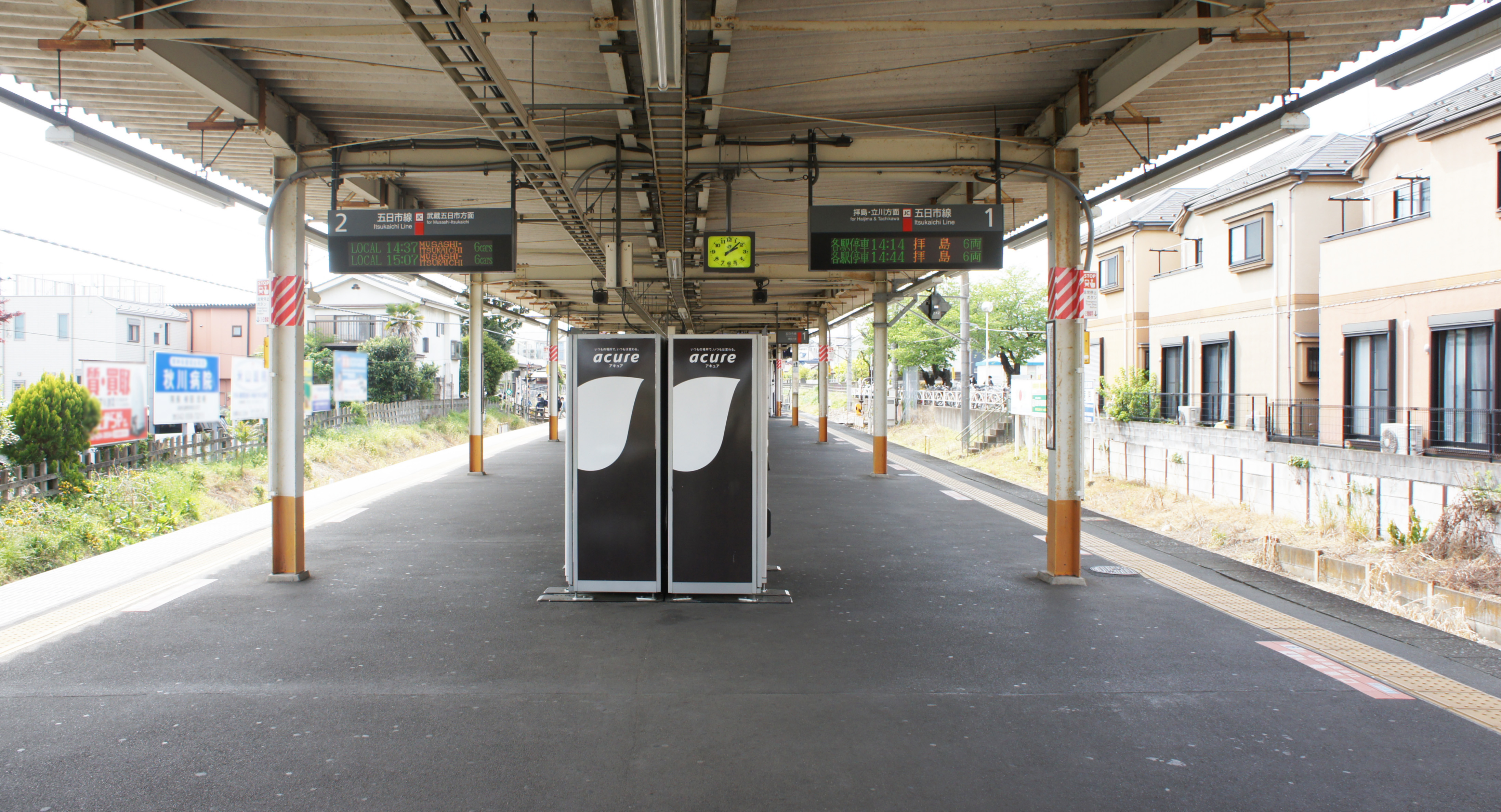
ホーム（2021年4月）

### 発車メロディ
発車メロディーは2006年3月28日より使用を開始している。
| 1 | JC | farewell   |
| 2 | JC | 朝の静けさ |

## 利用状況
2023年度（令和5年度）の1日平均乗車人員は4,251人である。
1990年度（平成2年度）以降の1日平均乗車人員の推移は下記の通り。
| 年度               | 1日平均 乗車人員 | 出典     |
| ------------------ | ---------------- | -------- |
| 1990年（平成02年） | 5,066            | [ * 1 ]  |
| 1991年（平成03年） | 5,328            | [ * 2 ]  |
| 1992年（平成04年） | 5,414            | [ * 3 ]  |
| 1993年（平成05年） | 5,447            | [ * 4 ]  |
| 1994年（平成06年） | 5,381            | [ * 5 ]  |
| 1995年（平成07年） | 5,262            | [ * 6 ]  |
| 1996年（平成08年） | 5,104            | [ * 7 ]  |
| 1997年（平成09年） | 4,933            | [ * 8 ]  |
| 1998年（平成10年） | 4,871            | [ * 9 ]  |
| 1999年（平成11年） | 4,828            | [ * 10 ] |
| 2000年（平成12年） | 4,848            | [ * 11 ] |
| 2001年（平成13年） | 4,918            | [ * 12 ] |
| 2002年（平成14年） | 4,908            | [ * 13 ] |
| 2003年（平成15年） | 4,952            | [ * 14 ] |
| 2004年（平成16年） | 4,958            | [ * 15 ] |
| 2005年（平成17年） | 4,944            | [ * 16 ] |
| 2006年（平成18年） | 4,934            | [ * 17 ] |
| 2007年（平成19年） | 4,953            | [ * 18 ] |
| 2008年（平成20年） | 4,905            | [ * 19 ] |
| 2009年（平成21年） | 4,838            | [ * 20 ] |
| 2010年（平成22年） | 4,775            | [ * 21 ] |
| 2011年（平成23年） | 4,809            | [ * 22 ] |
| 2012年（平成24年） | 4,839            | [ * 23 ] |
| 2013年（平成25年） | 4,907            | [ * 24 ] |
| 2014年（平成26年） | 4,831            | [ * 25 ] |
| 2015年（平成27年） | 4,816            | [ * 26 ] |
| 2016年（平成28年） | 4,799            | [ * 27 ] |
| 2017年（平成29年） | 4,751            | [ * 28 ] |
| 2018年（平成30年） | 4,719            | [ * 29 ] |
| 2019年（令和元年） | 4,593            | [ * 30 ] |
| 2020年（令和02年） | 3,478            |          |
| 2021年（令和03年） | 3,743            |          |
| 2022年（令和04年） | 4,043            |          |
| 2023年（令和05年） | 4,251            |          |

## 駅周辺
東京都立秋留台高等学校の最寄駅であり（徒歩20分）、学生の利用も多数ある。
- 普門寺
- 都立秋留台公園
- あきる野市東部図書館エル
- あきる野市立東秋留小学校
- あきる野市立前田小学校
- 前田公園
- 二宮神社
- 二宮考古館

### 店舗
- 秋留台商店街
- ジェーソン野辺店
- コピオあきる野
  - スーパーアルプス あきる野店
- サンドラッグ東秋留店
- ファッションセンターしまむら東秋留店
- ベストフレンドショップ東秋留店

### 金融機関
- 秋川野辺郵便局・東秋留郵便局
- JAあきがわ東秋留支店
- 多摩信用金庫秋川支店

## バス路線
- 市内循環バス - 二宮神社バス停（駅近く）
  - るのバス
- 西東京バス - 東秋留駅上バス停（徒歩約3 - 5分程度秋留台商店街を出た五日市街道沿い、ファミリーマート東秋留店（元パークショッピングセンター二宮店）そば）
  - 福生駅・秋川駅・五日市・武蔵五日市駅・るのバス
- 西東京バス - 野辺南バス停（徒歩約3 - 5分程度、都道7号線沿いにある）
  - 拝島駅・阿伎留医療センター・菅生高校

## 隣の駅
東日本旅客鉄道（JR東日本）
 五日市線
熊川駅 (JC 81) - 東秋留駅 (JC 82) - 秋川駅 (JC 83)

### 記事本文

##### 広報資料・プレスリリースなど一次資料
1. ↑  “Suicaご利用可能エリアマップ（2001年11月18日当初）” (PDF).   東日本旅客鉄道. 2019年7月27日時点のオリジナルよりアーカイブ。2020年4月27日閲覧。

### 利用状況
1. ↑  東京都統計年鑑 - 東京都
2. ↑  統計 - あきる野市

JR東日本の2000年度以降の乗車人員
1. ↑  各駅の乗車人員（2000年度） - JR東日本
2. ↑  各駅の乗車人員（2001年度） - JR東日本
3. ↑  各駅の乗車人員（2002年度） - JR東日本
4. ↑  各駅の乗車人員（2003年度） - JR東日本
5. ↑  各駅の乗車人員（2004年度） - JR東日本
6. ↑  各駅の乗車人員（2005年度） - JR東日本
7. ↑  各駅の乗車人員（2006年度） - JR東日本
8. ↑  各駅の乗車人員（2007年度） - JR東日本
9. ↑  各駅の乗車人員（2008年度） - JR東日本
10. ↑  各駅の乗車人員（2009年度） - JR東日本
11. ↑  各駅の乗車人員（2010年度） - JR東日本
12. ↑  各駅の乗車人員（2011年度） - JR東日本
13. ↑  各駅の乗車人員（2012年度） - JR東日本
14. ↑  各駅の乗車人員（2013年度） - JR東日本
15. ↑  各駅の乗車人員（2014年度） - JR東日本
16. ↑  各駅の乗車人員（2015年度） - JR東日本
17. ↑  各駅の乗車人員（2016年度） - JR東日本
18. ↑  各駅の乗車人員（2017年度） - JR東日本
19. ↑  各駅の乗車人員（2018年度） - JR東日本
20. ↑  各駅の乗車人員（2019年度） - JR東日本
21. ↑  各駅の乗車人員（2020年度） - JR東日本
22. ↑  各駅の乗車人員（2021年度） - JR東日本
23. ↑  各駅の乗車人員（2022年度） - JR東日本
24. ↑  各駅の乗車人員（2023年度） - JR東日本

東京都統計年鑑
1. ↑  東京都統計年鑑（平成2年）
2. ↑  東京都統計年鑑（平成3年）
3. ↑  東京都統計年鑑（平成4年）
4. ↑  東京都統計年鑑（平成5年）
5. ↑  東京都統計年鑑（平成6年）
6. ↑  東京都統計年鑑（平成7年）
7. ↑  東京都統計年鑑（平成8年）
8. ↑  東京都統計年鑑（平成9年）
9. ↑  東京都統計年鑑（平成10年） (PDF)
10. ↑  東京都統計年鑑（平成11年） (PDF)
11. ↑  東京都統計年鑑（平成12年）
12. ↑  東京都統計年鑑（平成13年）
13. ↑  東京都統計年鑑（平成14年）
14. ↑  東京都統計年鑑（平成15年）
15. ↑  東京都統計年鑑（平成16年）
16. ↑  東京都統計年鑑（平成17年）
17. ↑  東京都統計年鑑（平成18年）
18. ↑  東京都統計年鑑（平成19年）
19. ↑  東京都統計年鑑（平成20年）
20. ↑  東京都統計年鑑（平成21年）
21. ↑  東京都統計年鑑（平成22年）
22. ↑  東京都統計年鑑（平成23年）
23. ↑  東京都統計年鑑（平成24年）
24. ↑  東京都統計年鑑（平成25年）
25. ↑  東京都統計年鑑（平成26年）
26. ↑  東京都統計年鑑（平成27年）
27. ↑  東京都統計年鑑（平成28年）
28. ↑  東京都統計年鑑（平成29年）
29. ↑  東京都統計年鑑（平成30年）
30. ↑  東京都統計年鑑（平成31年・令和元年）